# Hans Hendrik
Suersaq dit Hans Hendrik, parfois nommé Hans Christian est le premier explorateur groenlandais de l'Arctique. Né vers 1834 à Fiskernæs (Qeqertarsuatsiaat), il est décédé le 11 août 1889 à Godhavn.

## Biographie
Éduqué dans les missions Moraves, Elisha Kent Kane est le premier à l'utiliser comme interprète de 1853 à 1855 à la recherche de l'expédition Franklin. En 1854, il sauve quatre hommes disparus vers la Baie Rensellaer et par son courage sauve l'expédition de la faim en se montrant un exceptionnel chasseur. Il parcourt aussi en luge avec William Morton le Canal Kennedy jusqu'au cap Constitution où Morton témoigne d'avoir aperçu la mer libre de glace (juin 1854). En 1855, il se marie à Qeqertarsuatsiaat avec Merkut qui l'avait soigné lorsqu'il était malade dans la Hartstene Bay (en). Célèbre, il devient le compagnon inévitable des expéditions arctiques. En 1860, Isaac Hayes l'engage. Il embarque alors avec sa famille mais, après la mort d'August Sonntag, quitte l'expédition et rejoint Upernavik le 15 août 1861. Charles Francis Hall fait appel à lui en 1871 pour son voyage sur le Polaris. Il s'engage de nouveau avec toute sa famille. Après la mort de Hall, le 8 novembre 1871, il fait partie des hommes laissés sur la banquise par le capitaine Budington. Il se montre alors dévoué à George Tyson pendant une dérive qui durera six mois sur un glaçon fondant progressivement et fournira les naufragés grâce à ses chasses. Après le sauvetage, il est reçu, à son retour, à Washington et à New York (1873).
Hans Hendrik effectue son dernier voyage en 1875-1876 avec George Nares, rejoignant l'expédition au détroit de Smith, à Pröven pour la guider dans le grand nord du Groenland.
Une île, l'île Hans, au centre du canal Kennedy dans le détroit de Nares a été nommée en son honneur.
Hans Hendrik est le premier inuit à avoir publié un livre (1878) sur ses voyages en Arctique.
Jules Verne, reprenant le récit d'Elisha Kent Kane, le mentionne à diverses reprises, sous le nom d'Hans Christian, dans son roman Les Aventures du capitaine Hatteras.